# Geschichte für heute
Geschichte für heute. Zeitschrift für historisch-politische Bildung (abgekürzt gfh) ist eine vom Verband der Geschichtslehrer Deutschlands herausgegebene Fachzeitschrift, die vierteljährlich im Wochenschau-Verlag erscheint. Sie umfasst sowohl geschichtswissenschaftliche als auch geschichtsdidaktische Beiträge zu historisch-politischen Themen und richtet sich vorrangig an das interessierte Fachpublikum, Wissenschaftler sowie Lehrer.
Die Zeitschrift wurde 2008 begründet und ersetzte die bis dahin erscheinenden Zeitschriften der Landesverbände Geschichte, Politik und Didaktik (GPD), Informationen für den Geschichts- und Gemeinschaftskundelehrer und Geschichte und Politik in der Schule (GPS).
Die einzelnen Bände der Zeitschrift haben jeweils einen thematischen Schwerpunkt. Ergänzend kommen Beiträge aus allen historischen Epochen, zur Bildungspolitik, Praxisberichte und eher theoretische Beiträge hinzu. Buchbesprechungen und Informationen aus dem Verband und seinen Landesverbänden runden die Bände ab.
Der Redaktion der Zeitschrift gehören 2024 als Chefredakteure Ulrich Bongertmann und Frank Schweppenstette sowie Ulrike Denne, Ralph Erbar, Hans-Joachim Müller, Vadim Oswalt und Britta Wehen-Peters an. Ehemalige Co-Chefredakteure waren Gisbert Gemein, Erika Richter und Hans Woidt.